# Ancyroniscus orientalis
Ancyroniscus orientalis är en kräftdjursart som beskrevs av M. Bourdon och Bruce 1980. Ancyroniscus orientalis ingår i släktet Ancyroniscus och familjen Cabiropidae.
Artens utbredningsområde är Queensland. Inga underarter finns listade i Catalogue of Life.